# Kazakistan ai XXI Giochi olimpici invernali

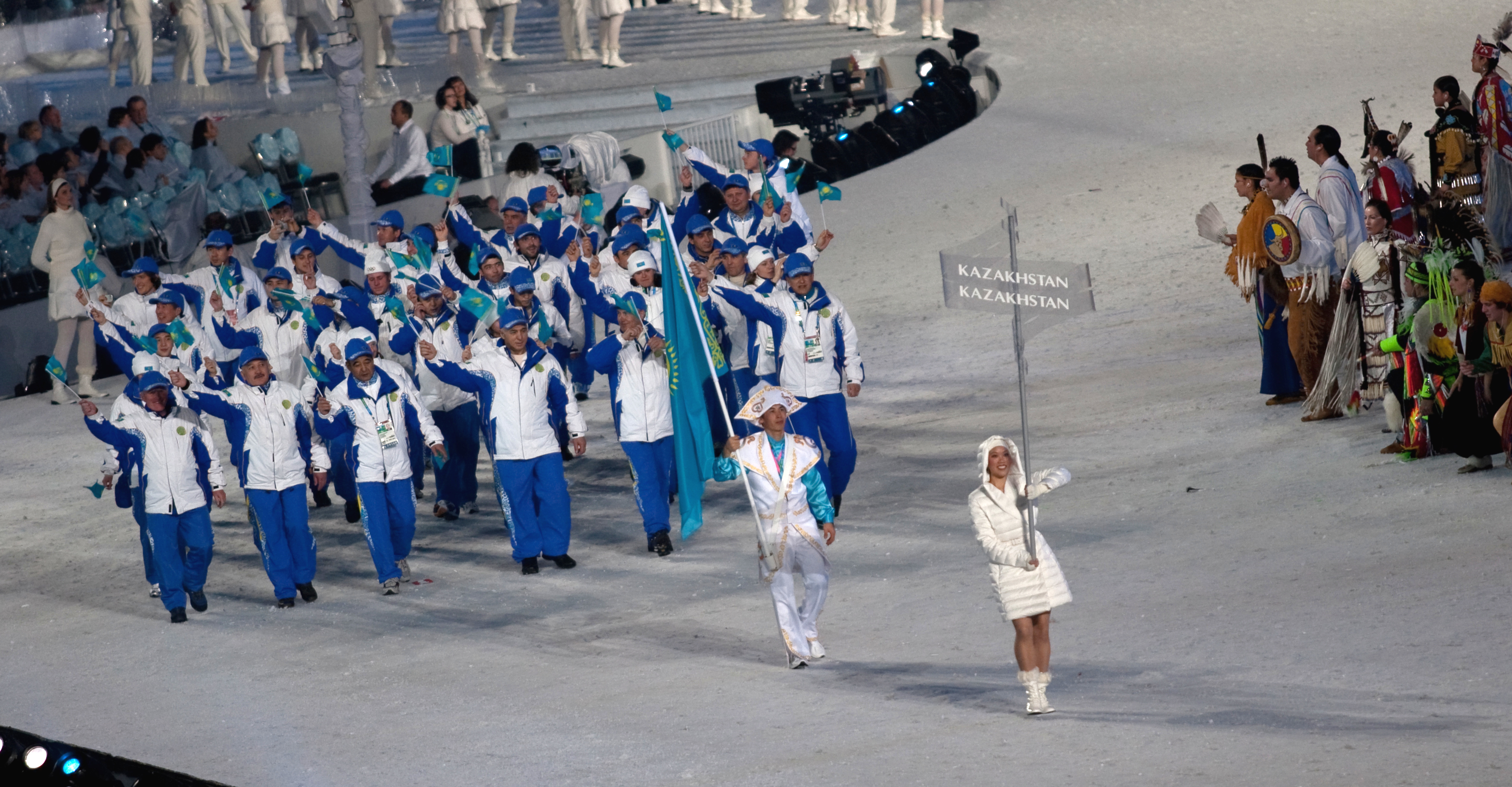

Il Kazakistan ha partecipato ai XXI Giochi olimpici invernali di Vancouver, che si sono svolti dal 12 al 28 febbraio 2010,  con una delegazione di 39 atleti.

## Medaglie

### Medagliere per discipline
| Sport    | Oro | Argento | Bronzo | Totale |
| -------- | --- | ------- | ------ | ------ |
| Biathlon | 0   | 1       | 0      | 1      |
| Totale   | 0   | 1       | 0      | 1      |

### Medaglie d'argento
| Medaglia | Nome              | Sport    | Evento                      |
| -------- | ----------------- | -------- | --------------------------- |
| Argento  | Elena Chrustalëva | Biathlon | 15 km individuale femminile |

## Biathlon
| Gara                 | Atleta                                                             | Penalità    | Tempo d'arrivo | Posizione |
| -------------------- | ------------------------------------------------------------------ | ----------- | -------------- | --------- |
| 10 km sprint         | Nikolay Braichenko                                                 | 3 (1+2)     | 28'52"0        | 84        |
| 10 km sprint         | Alexsandr Chervyhkov                                               | 3 (1+2)     | 27'09"9        | 51        |
| 10 km sprint         | Dias Keneshev                                                      | 1 (0+1)     | 28'04"6        | 72        |
| 10 km sprint         | Yan Savitskiy                                                      | (1+0)       | 26'35"2        | 391       |
| 12,5 km inseguimento | Alexsandr Chervyhkov                                               | 3 (1+0+1+1) | 37'30"5        | 49        |
| 12,5 km inseguimento | Yan Savitskiy                                                      | 1 (0+0+1+0) | 35'49"6        | 27        |
| 20 km individuale    | Alexsandr Chervyhkov                                               | 4 (0+0+0+4) | 53'53"1        | 50        |
| 20 km individuale    | Dias Keneshev                                                      | 4 (1+0+0+3) | 56'27"0        | 72        |
| 20 km individuale    | Yan Savitskiy                                                      | 5 (0+1+2+2) | 55'07"3        | 64        |
| 20 km individuale    | Alexandr Trifovov                                                  | 4 (2+1+1+0) | 55'53"1        | 69        |
| Staffetta 4x7,5 km   | Alexsandr Chervyhkov Yan Savitskiy Dias Keneshev Alexandr Trifonov | 2+6 2+7     | 1h 30'31"1     | 18        |

| Gara                      | Atleta                                                            | Penalità    | Tempo d'arrivo | Posizione |
| ------------------------- | ----------------------------------------------------------------- | ----------- | -------------- | --------- |
| 7,5 km sprint             | Lyubov Filmonova                                                  | 2 (1+1)     | 22'44"4        | 67        |
| 7,5 km sprint             | Elena Chrustalëva                                                 | 0 (0+0)     | 20'20"4        | 5         |
| 7,5 km sprint             | Anna Lebedeva                                                     | 2 (0+2)     | 22'15"1        | 52        |
| 7,5 km sprint             | Marina Lebedeva                                                   | 1 (0+1)     | 22'27"0        | 58        |
| 10 km inseguimento        | Elena Chrustalëva                                                 | 3 (1+0+1+1) | 31:42.1        | 11        |
| 10 km inseguimento        | Anna Lebedeva                                                     | 2 (0+1+0+1) | 34:49.8        | 44        |
| 10 km inseguimento        | Marina Lebedeva                                                   | 5 (1+2+2+ ) | doppiata       | doppiata  |
| 12,5 km partenza in linea | Elena Chrustalëva                                                 | 5 (2+2+1+0) | 39'01"3        | 27        |
| 15 km individuale         | Lyubov Filmonova                                                  | 3 (0+1+1+1) | 46'45"4        | 57        |
| 15 km individuale         | Elena Chrustalëva                                                 | 0 (0+0+0+0) | 41'13"5        |           |
| 15 km individuale         | Anna Lebedeva                                                     | 2 (0+0+0+2) | 44'36"3        | 38        |
| 15 km individuale         | Marina Lebedeva                                                   | 3 (0+0+2+1) | 48'04"9        | 71        |
| Staffetta 4x6 km          | Elena Chrustalëva Anna Lebedeva Lyubov Filimonova Marina Lebedeva | 0+4 0+5     | 1h 13'42"9     | 14        |

## Freestyle
| Gara            | Atleta            | Qualificazioni | Qualificazioni | Qualificazioni | Qualificazioni | Qualificazioni | Finale | Finale | Finale | Finale | Finale    |
| Gara            | Atleta            | Curve          | Salti          | Tempo          | Totale         | Posizione      | Curve  | Salti  | Tempo  | Totale | Posizione |
| --------------- | ----------------- | -------------- | -------------- | -------------- | -------------- | -------------- | ------ | ------ | ------ | ------ | --------- |
| Gobbe maschile  | Dmitriy Barmashov | 4,1            | 2,71           | 4,75           | 11,56          | 29             |        |        |        |        |           |
| Gobbe maschile  | Dmitry Reiherd    | 12,8           | 5,00           | 6,46           | 24,26          | 9              | 10,3   | 2,71   | 6,22   | 19,23  | 18        |
| Gobbe femminile | Yulïya Galışeva   | 11,2           | 4,05           | 6,26           | 21,51          | 16             | 11,4   | 4,46   | 6,31   | 22,17  | 11        |
| Gobbe femminile | Yuliya Rodionova  | 11,2           | 3,80           | 5,73           | 20,73          | 22             |        |        |        |        |           |
| Gobbe femminile | Darya Rybalova    | 11,3           | 4,20           | 5,81           | 21,31          | 19             | 10,7   | 4,20   | 5,95   | 20,85  | 14        |

| Gara            | Atleta            | Qualificazioni | Qualificazioni | Qualificazioni | Qualificazioni | Finale   | Finale   | Finale | Finale    |
| Gara            | Atleta            | 1° salto       | 2° salto       | Totale         | Posizione      | 1° salto | 2° salto | Totale | Posizione |
| --------------- | ----------------- | -------------- | -------------- | -------------- | -------------- | -------- | -------- | ------ | --------- |
| Salti femminile | Zhibek Arapbayeva | 48,89          | 38,09          | 86,98          | 23             |          |          |        |           |

## Pattinaggio di figura
| Gara                 | Atleta             | Breve | Breve | Libero          | Libero          | Totale | Totale |
| Gara                 | Atleta             | Punti | Pos.  | Punti           | Pos.            | Punti  | Pos.   |
| -------------------- | ------------------ | ----- | ----- | --------------- | --------------- | ------ | ------ |
| Individuale maschile | Abzal Rakimgaliyev | 76,24 | 10    | 135,01          | 14              | 211,25 | 11     |
| Individuale maschile | Denïs Ten          | 55,88 | 26    | non qualificato | non qualificato | 55,88  | 26     |

## Pattinaggio di velocità
| Gara   | Atleta            | Tempo 1 | Tempo 2 | Totale   | Posizione |
| ------ | ----------------- | ------- | ------- | -------- | --------- |
| 500 m  | Yekaterina Aydova | 39"024  | 39"116  | 1'18"140 | 18        |
| 1000 m | Yekaterina Aydova | 1'17"85 | 1'17"85 | 1'17"85  | 16        |

| Gara   | Atleta         | Tempo 1 | Tempo 2 | Totale  | Posizione |
| ------ | -------------- | ------- | ------- | ------- | --------- |
| 500 m  | Roman Krech    | 36"261  | 36"270  | 1'12"53 | 34        |
| 1000 m | Roman Krech    | 1'11"27 | 1'11"27 | 1'11"27 | 28        |
| 1000 m | Denis Kuzin    | 1'10"88 | 1'10"88 | 1'10"88 | 23        |
| 1500 m | Denis Kuzin    | 1'49"05 | 1'49"05 | 1'49"05 | 23        |
| 5000 m | Dmitry Babenko | 6'31"19 | 6'31"19 | 6'31"19 | 15        |

## Salto con gli sci
| Gara               | Atleta           | Qualificazioni | Qualificazioni | Qualificazioni | Finale          | Finale         | Finale          | Finale         | Finale       | Pos. |
| Gara               | Atleta           | Lunghezza      | Punti          | Pos.           | Lungh. 1° salto | Punti 1° salto | Lungh. 2° salto | Punti 2° salto | Punti totali | Pos. |
| ------------------ | ---------------- | -------------- | -------------- | -------------- | --------------- | -------------- | --------------- | -------------- | ------------ | ---- |
| Trampolino normale | Nikolay Karpenko | 97,0           | 114,5          | 31             | 96,0            | 113,0          | 97,0            | 116,0          | 229,0        | 29   |
| Trampolino normale | Alex Korolev     | 97,0           | 116,0          | 29             | 93,0            | 105,0          |                 |                | 105,0        | 44   |
| Trampolino lungo   | Nikolay Karpenko | 119,0          | 100,2          | 41             |                 |                |                 |                |              |      |
| Trampolino lungo   | Alex Korolev     | 123,5          | 109,3          | 32             | 108,5           | 79,8           |                 |                | 79,8         | 39   |

## Sci alpino
| Gara           | Atleta         | 1° manche | 2° manche | Tempo totale | Posizione |
| -------------- | -------------- | --------- | --------- | ------------ | --------- |
| Slalom         | Igor Zakurdaev | 54"41     | 58"40     | 1'52"81      | 38        |
| Gigante        | Igor Zakurdaev | 1'24"50   | 1'26"86   | 2'51"36      | 51        |
| Super-g        | Igor Zakurdaev | 1'36"97   | 1'36"97   | 1'36"97      | 43        |
| Discesa        | Igor Zakurdaev | 1'59"80   | 1'59"80   | 1'59"80      | 50        |
| Supercombinata | Igor Zakurdaev | 1'58"95   | 57"25     | 2'56"20      | 33        |

| Gara    | Atleta            | 1° manche  | 2° manche | Tempo totale | Posizione |
| ------- | ----------------- | ---------- | --------- | ------------ | --------- |
| Gigante | Lyudmila Fedotova | non finito |           |              |           |
| Super-g | Lyudmila Fedotova | 1'31"43    | 1'31"43   | 1'31"43      | 38        |
| Discesa | Lyudmila Fedotova | 2'01"58    | 2'01"58   | 2'01"58      | 36        |

## Sci di fondo
| Gara                        | Atleta                                                               | Tempo d'arrivo | Posizione   |
| --------------------------- | -------------------------------------------------------------------- | -------------- | ----------- |
| 15 km a tecnica libera      | Nikolaj Čebot'ko                                                     | 35'34"1        | 38          |
| 15 km a tecnica libera      | Sergej Čerepanov                                                     | 35'50"8        | 47          |
| 15 km a tecnica libera      | Aleksej Poltoranin                                                   | 34'50"5        | 14          |
| 15 km a tecnica libera      | Evgenij Veličko                                                      | 36'33"0        | 56          |
| 30 km inseguimento          | Sergej Čerepanov                                                     | 1h 23'43"7     | 49          |
| 30 km inseguimento          | Evgenij Veličko                                                      | 1h 18'00"2     | 28          |
| 50 km con partenza in linea | Sergej Čerepanov                                                     | non partito    | non partito |
| 50 km con partenza in linea | Aleksej Poltoranin                                                   | 2h 09'29"6     | 27          |
| 50 km con partenza in linea | Evgenij Veličko                                                      | 2h 13'01"5     | 39          |
| Staffetta 4x10 km           | Sergej Čerepanov Aleksej Poltoranin Evgenij Veličko Nikolaj Čebot'ko | 1h 49'49"1     | 11          |

| Gara              | Atleta                              | Qualificazioni | Qualificazioni | Quarti di finale | Quarti di finale | Semifinali | Semifinali | Finale  | Finale    |
| Gara              | Atleta                              | Tempo          | Pos.           | Tempo            | Pos.             | Tempo      | Pos.       | Tempo   | Posizione |
| ----------------- | ----------------------------------- | -------------- | -------------- | ---------------- | ---------------- | ---------- | ---------- | ------- | --------- |
| Individuale       | Nikolaj Čebot'ko                    | 3'37"84        | 8              | 3'38"6           | 3                |            |            |         |           |
| Individuale       | Sergej Čerepanov                    | 3'48"29        | 58             |                  |                  |            |            |         |           |
| Individuale       | Yevgeniy Koshevoy                   | 3'49"51        | 52             |                  |                  |            |            |         |           |
| Individuale       | Aleksej Poltoranin                  | 3'38"68        | 15             | 3'34"7           | 2                | 3'35"6     | 4          | 3'54"4  | 5         |
| Sprint di squadra | Nikolaj Čebot'ko Aleksej Poltoranin |                |                |                  |                  | 18'45"3    | 5          | 19'07"5 | 5         |

| Gara                        | Atleta                                                                    | Tempo d'arrivo | Posizione |
| --------------------------- | ------------------------------------------------------------------------- | -------------- | --------- |
| 10 km a tecnica libera      | Oxana Jatskaja                                                            | 27'16"3        | 40        |
| 10 km a tecnica libera      | Elena Kolomina                                                            | 26'35"6        | 27        |
| 10 km a tecnica libera      | Svetlana Malahova-Shishkina                                               | 25'53"9        | 10        |
| 10 km a tecnica libera      | Tatjana Roshina                                                           | 27'06"6        | 36        |
| 15 km inseguimento          | Oxana Jatskaja                                                            | 42'53"0        | 33        |
| 15 km inseguimento          | Elena Kolomina                                                            | 42'48"4        | 28        |
| 15 km inseguimento          | Svetlana Malahova-Shishkina                                               | 42'27"1        | 25        |
| 15 km inseguimento          | Marina Matrossova                                                         | 44'36"2        | 48        |
| 30 km con partenza in linea | Oxana Jatskaja                                                            | 1h 34'11"0     | 19        |
| 30 km con partenza in linea | Elena Kolomina                                                            | 1h 37'53"0     | 34        |
| 30 km con partenza in linea | Svetlana Malahova-Shishkina                                               | 1h 41'01"6     | 43        |
| 30 km con partenza in linea | Marina Matrossova                                                         | 1h 38'00"6     | 35        |
| Staffetta 4x5 km            | Elena Kolomina Oxana Jatskaja Tatjana Roshina Svetlana Malahova-Shishkina | 58'23"3        | 10        |

| Gara              | Atleta                        | Qualificazioni | Qualificazioni | Quarti di finale | Quarti di finale | Semifinali | Semifinali | Finale | Finale    |
| Gara              | Atleta                        | Tempo          | Pos.           | Tempo            | Pos.             | Tempo      | Pos.       | Tempo  | Posizione |
| ----------------- | ----------------------------- | -------------- | -------------- | ---------------- | ---------------- | ---------- | ---------- | ------ | --------- |
| Individuale       | Elena Antonova                | 4'01"35        | 45             |                  |                  |            |            |        |           |
| Individuale       | Oxana Jatskaja                | 3'51"27        | 32             |                  |                  |            |            |        |           |
| Individuale       | Elena Kolomina                | 3'52"12        | 36             |                  |                  |            |            |        |           |
| Individuale       | Marina Matrossova             | 4'03"14        | 48             |                  |                  |            |            |        |           |
| Sprint di squadra | Oxana Jatskaja Elena Kolomina |                |                |                  |                  | 19'33"6    | 6          |        |           |

## Short track
| Gara   | Atleta          | Batterie     | Batterie     | Quarti di finale | Quarti di finale | Semifinali | Semifinali | Finale | Finale |
| Gara   | Atleta          | Tempo        | Pos.         | Tempo            | Pos.             | Tempo      | Pos.       | Tempo  | Pos.   |
| ------ | --------------- | ------------ | ------------ | ---------------- | ---------------- | ---------- | ---------- | ------ | ------ |
| 500 m  | Aidar Bekzhanov | squalificato | squalificato |                  |                  |            |            |        |        |
| 1000 m | Aidar Bekzhanov |              |              | 1'26"536         | 4                |            |            |        |        |